# Paralog
Paralogi – homologi (białka lub fragmenty DNA/RNA o wspólnym pochodzeniu ewolucyjnym), których powstanie (rozdział) nastąpiło w wyniku duplikacji (co odróżnia je od ortologów).  
Sekwencje paralogiczne możemy podzielić na out-paralogi, które powstały dzięki duplikacji połączonej ze specjacją oraz in-paralogi, które rozdzieliły się dopiero w organizmie, w którym się znajdują. Out-paralogi międzygatunkowe powstają w wyniku specjacji poprzedzonej duplikacją, natomiast out-paralogi wewnątrzgatunkowe  poprzez duplikację poprzedzoną specjacją.  
Na przykład, mioglobina szympansa i hemoglobina człowieka są uważane za paralogiczne, podobnie jak ludzka mioglobina i ludzka hemoglobina. Paralogami nie są jednak mioglobina szympansa i mioglobina człowieka, gdyż powstały dzięki specjacji bez udziału procesu duplikacji (są ortologami). 
Paralogi często pełnią podobną lub tę samą funkcję, ale czasem ze względu na brak presji selekcyjnej działającej na zduplikowany gen może on nabyć w drodze mutacji nową funkcję. Sekwencje paralogiczne pomagają lepiej zrozumieć proces ewolucji, dzięki badaniu pokrewieństwa między genami/białkami, a nie tylko na poziomie organizmów. 